# Amtosaurus
Amtosaurus is een geslacht van plantenetende ornithischische dinosauriërs dat tijdens het late Krijt leefde in het gebied van het huidige Azië. De typesoort van het geslacht, Amtosaurus magnus, wordt tegenwoordig beschouwd als een nomen dubium. Een tweede soort, Amtosaurus archibaldi, is hernoemd tot het aparte geslacht Bissektipelta.

## Amtosaurus magnus
In 1978 benoemden en beschreven Sergej Michailjowitsj Koerzanow en Tatjana Toemanowa de typesoort Amtosaurus magnus. De geslachtsnaam verwijst naar de vindplaats in de Gobiwoestijn van Mongolië, de Amtgai Choedoek. De soortaanduiding betekent "de grote" in het Latijn.
Het holotype, PIN 3780/2, is door een Sovjet-Mongoolse expeditie gevonden in de Bayan Shireh-formatie die dateert uit het Cenomanien-Santonien. Het bestaat uit een gedeeltelijke hersenpan.  
Het stuk hersenpan is negen centimeter lang. In 1978 werden enkele onderscheidende kenmerken vastgesteld. Het achterhoofd en de hersenpan zijn hoog. De achterhoofdsknobbel heeft een nauw ovaal profiel. Tussen de achterhoofdsknobbel en de onderliggende tubercula basilaria lopen langwerpige richels. De bodem van het voorste gedeelte van de hersenpan loopt wat af. Het ondervlak van het achterste wiggenbeen, het dorsum sellae, heeft een klein driehoekig uitsteeksel dat uitsteekt in de groeve van de fossa pituitaria. De fenestra ovalis, de uitholling voor het middenoor, ligt ver boven het foramen jugulare, de opening voor de halsslagader. De twee openingen voor de twaalfde hersenzenuw, de nervus hypoglossus, liggen op dezelfde hoogte. In 1987 voegde Toemanowa nog twee kenmerken toe: de achterhoofdsknobbel is wat naar beneden gericht en de fenestra ovalis loopt niet in het foramen jugulare over.
Koerzanow en Toemanowa concludeerden dat het om een groot lid van de Ankylosauridae moest gaan met een lengte van zo'n zeven meter. In 2004 echter kwamen Joylon Parrish en Paul Barrett tot de conclusie dat de kenmerken gedeeld worden door om het even welk lid van de Ornithischia. Hoewel het, in het licht van de geologische ouderdom van het exemplaar, in beginsel een ankylosauride zou kunnen zijn, was het gezien de omvang waarschijnlijker dat het om een lid van de Hadrosauroidea ging. De soort plaatsten zij als Ornithischia incertae sedis en ze beschouwden haar een nomen dubium.

## Amtosaurus archibaldi
In 2002 benoemde Aleksandr Awerianow een tweede soort: Amtosaurus archibaldi, gebaseerd op ZIN PH 1/16, ook weer een hersenpan maar nu uit Oezbekistan. De soortaanduiding eert James David Archibald, de leider van het URBAC project. Dat het om een hersenpan ging was de eigenlijke reden dat de soort in dit geslacht geplaatst werd. Toen het oorspronkelijke geslacht een nomen dubium bleek, benoemden Parish en Barrett in 2004 er maar meteen een nieuw eigen geslacht voor: Bissektipelta.